# 구토지설
구토지설(龜兎之說)은 삼국사기에 실려 전해지는 고대 설화이다. 토끼전의 근원 설화로, 거북과 토끼가 지혜를 겨루는 내용을 담고 있다.

## 같이 보기
- 토끼전